# Germain Wagner
Germain Wagner (* 1. Dezember 1956 in Luxemburg) ist ein luxemburgischer Schauspieler mit deutsch-luxemburgisch-französischer Karriere.

## Leben
Germain Wagner wuchs in Luxemburg auf und begann im Jahre 1976 sein Schauspielstudium an der Staatlichen Hochschule für Musik und Darstellende Kunst Stuttgart unter der Leitung von Prof. Dr. Felix Müller, das er 1979 abschloss.
Nach Abschluss des Studiums 1979 folgten feste Engagements an verschiedenen Bühnen. Hierzu zählen u. a. das Theater Ulm, Theater am Neumarkt Zürich, Theater Freiburg, Staatstheater Hannover, Theater Oberhausen, Schauspielhaus Zürich sowie das Residenztheater München. Während dieser Zeit arbeitete er unter anderem unter der Regie von Andrea Breth, Matthias Fontheim, Matthias Hartmann, Amélie Niermeyer, Klaus Weise, Anselm Weber, Frank Hoffmann, Sabine Mitterecker, Johan Leysen, Stefan Maurer.
Seit 2001 arbeitet Wagner als freischaffender Schauspieler. Er ist an verschiedenen Häusern tätig, dazu gehören u. a. das Theater Bonn, Théâtre National de Nice, Théâtre du Rond-Point Paris, Freilichtspiele Schwäbisch Hall, Théâtre National du Luxembourg, Théatres de la Ville de Luxembourg, Theater Eigenreich Berlin, Théâtre d’Esch, Schauspielhaus Wien sowie das Kasemattentheater Luxemburg, wo er von 2007 bis 2015 die künstlerische Leitung innehatte.
Seit Anfang der 1990er Jahre tritt er neben seinen Theaterverpflichtungen häufig in internationalen Film- und Fernsehproduktionen auf. Zu seinen bekanntesten Produktionen zählen Volker Schlöndorffs Der neunte Tag, La traque von Laurent Jaoui, Hannah Arendt von Margarethe von Trotta sowie die Serien Alle meine Töchter und Sternenfänger. Daneben spielte er Episodenhauptrollen in Schlosshotel Orth, Heiter bis tödlich: Fuchs und Gans, Um Himmels Willen u. v. m.
Darüber hinaus spielte Wagner eine Hauptrolle in der ersten luxemburgischen Sitcom Weemseesdet.

## Filmografie (Auswahl)
- 1995: Stadtklinik (TV-Serie)
- 1997: SOKO 5113 (TV-Serie)
- 1997: Schimanski: Blutsbrüder (TV-Serie)
- 1997: Der Neffe (TV-Film)
- 1998–2001: Alle meine Töchter 7 Folgen (TV-Serie)
- 1998: Tatort: Schwarzer Advent (Fernsehreihe)
- 1998: Blutiger Ernst (TV-Film)
- 1998: Die Mädchenfalle – Der Tod kommt online (TV-Film)
- 1999: Ritas Welt (TV-Serie) (Folge: Ein Freund der Familie)
- 1999: Sweet Little Sixteen (TV-Film)
- 2000: Der Mörder in dir (TV-Film)
- 2000: Crazy
- 2001: Alarm für Cobra 11 – Die Autobahnpolizei (TV-Serie)
- 2001: Anke (TV-Serie)
- 2001: Pinky und der Millionenmops
- 2001: Die Kommissarin (TV-Serie)
- 2001: Mädchen, Mädchen
- 2001: Schlosshotel Orth (TV-Serie)
- 2002: Die Zwillinge
- 2002: Sternenfänger 16 Episoden (TV-Serie)
- 2002: Das Jahr der ersten Küsse
- 2002: Die Explosion – U-Bahn-Ticket in den Tod (TV-Film)
- 2003: Kommissarin Lucas – Die blaue Blume (TV-Serie)
- 2003: Le club des chômeurs
- 2003: Denninger – Der Mallorcakrimi 8 Folgen (TV-Serie)
- 2004: Kommissarin Lucas – Vertrauen bis zuletzt
- 2004: Kommissarin Lucas – Vergangene Sünden
- 2004: Der neunte Tag
- 2004: Mädchen, Mädchen 2 – Loft oder Liebe
- 2005: Der Bergdoktor (TV-Serie)
- 2005: Brudermord
- 2006: Ein Fall für zwei (TV-Serie)
- 2006: Die Rosenheim-Cops – Auch sonntags wird gemordet
- 2006: Deepfrozen
- 2006: Kommissarin Lucas – Das Verhör
- 2007: Der Mord an Prinzessin Diana (TV-Film)
- 2008: Versailles, le rêve d'un roi (TV-Film)
- 2008: Die Hetzjagd (TV-Film)
- 2010: Scheidung für Fortgeschrittene (TV-Film)
- 2011: Weemseesdet 23 Folgen (TV-Serie)
- 2012: Heiter bis tödlich – Fuchs und Gans (TV-Serie)
- 2012: Eierdiebe
- 2012: Doudege Wénkel
- 2012: Hannah Arendt
- 2013: Au bonheur des ogres
- 2014: L'enquête
- 2014: Ein Sommer in Amsterdam (TV-Film)
- 2015: Die dunkle Seite des Mondes
- 2018: Bad Banks (Fernsehserie, 6 Folgen)
- 2020: Polizeiruf 110: Söhne Rostocks
- 2020: Die Getriebenen (TV-Film)
- 2021: Hinterland